# Quartier Saint-Victor
Pour les articles homonymes, voir Saint-Victor.
Le quartier Saint-Victor est le 17e quartier administratif de Paris situé dans le 5e arrondissement. Il tire son nom de l'ancien faubourg Saint-Victor qui lui-même le tenait de l'abbaye Saint-Victor.

## Délimitations
Le quartier Saint-Victor est délimité par la rue Lacépède et la rue Cuvier au sud, la Seine au nord-est, et la rue Descartes et la rue de la Montagne-Sainte-Geneviève à l'ouest.

## Histoire

Les quartiers du 5e arrondissement.

Au Ier siècle, à Lutèce, un amphithéâtre gallo-romain drainait ici le public lutécien. Le lieu fut abandonné à la fin du IIIe siècle mais ultérieurement, le roi franc Chilpéric fit réparer cet amphithéâtre en 577 apr. J.-C. et y fit donner des spectacles.
Un acte de 1284 rapporté par l'université de Du Boulay parle d'un lieu-dit Les arènes devant Saint-Victor. L'enceinte de Philippe-Auguste traverse le site au XIVe siècle. L'actuel quartier Saint-Victor s'étend de part et d'autre de cette enceinte ; sur la moitié nord-ouest, l'ancienne terre d'Alez (la moitié sud-est correspond au quartier du Jardin-des-Plantes).
Le bord de Seine servait de dépôt de bois et de chantier naval. À l'intérieur de l'enceinte de Philippe-Auguste se trouvait le quartier des Grands Degrés, pente nord-est de la montagne Sainte-Geneviève, face à l’archevêché, tandis qu'à l'extérieur de l'enceinte alternaient des potagers, l'abbaye Saint-Victor, des habitations formant un faubourg du même nom, et aussi, après 1612, l'hôpital de la Pitié, qui fut déplacé en 1911 (ses anciens bâtiments étant alors démolis), pour être depuis lors situé contre l'hôpital de la Salpêtrière. L'abbaye, fermée en 1790, fut démolie en 1810 et ultérieurement remplacée par la faculté des sciences de Paris (actuel IPG) et par la halle aux vins (actuel campus Jussieu).

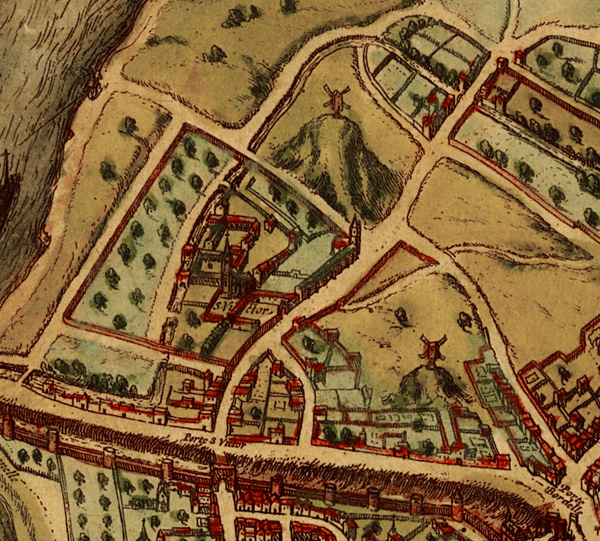
Quartier Saint-Victor, plan de Münster (1572).
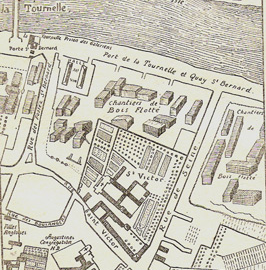
Quartier Saint-Victor, plan Félibien (1734).
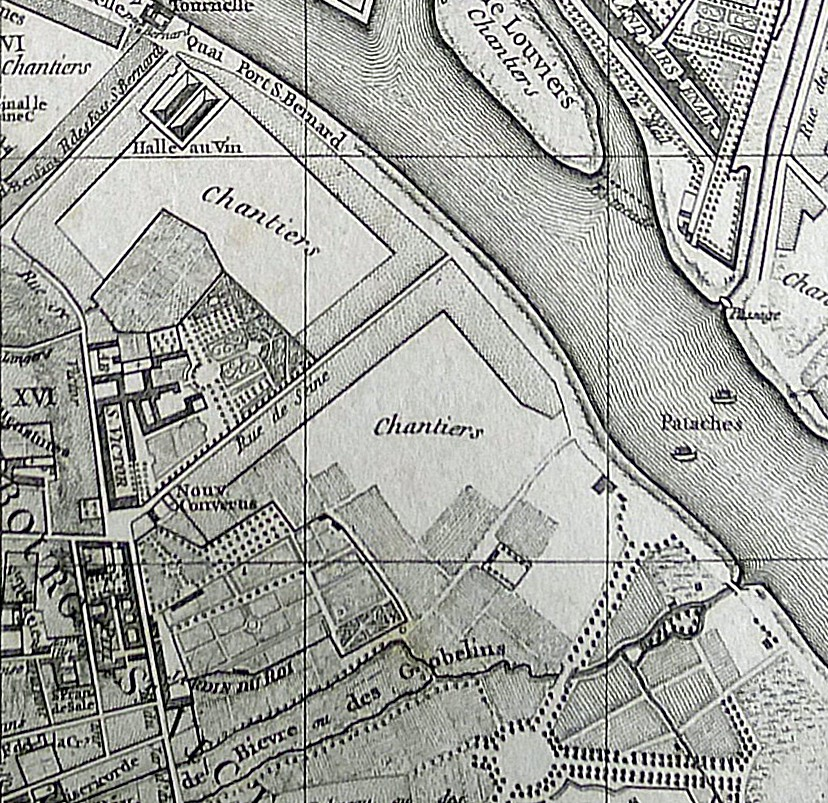
Abbaye Saint-Victor, plan de Vaugondy (1760).

## Sites particuliers
- Les arènes de Lutèce
- Le campus de Jussieu
- L'Institut du monde arabe
- La Maison de la Mutualité

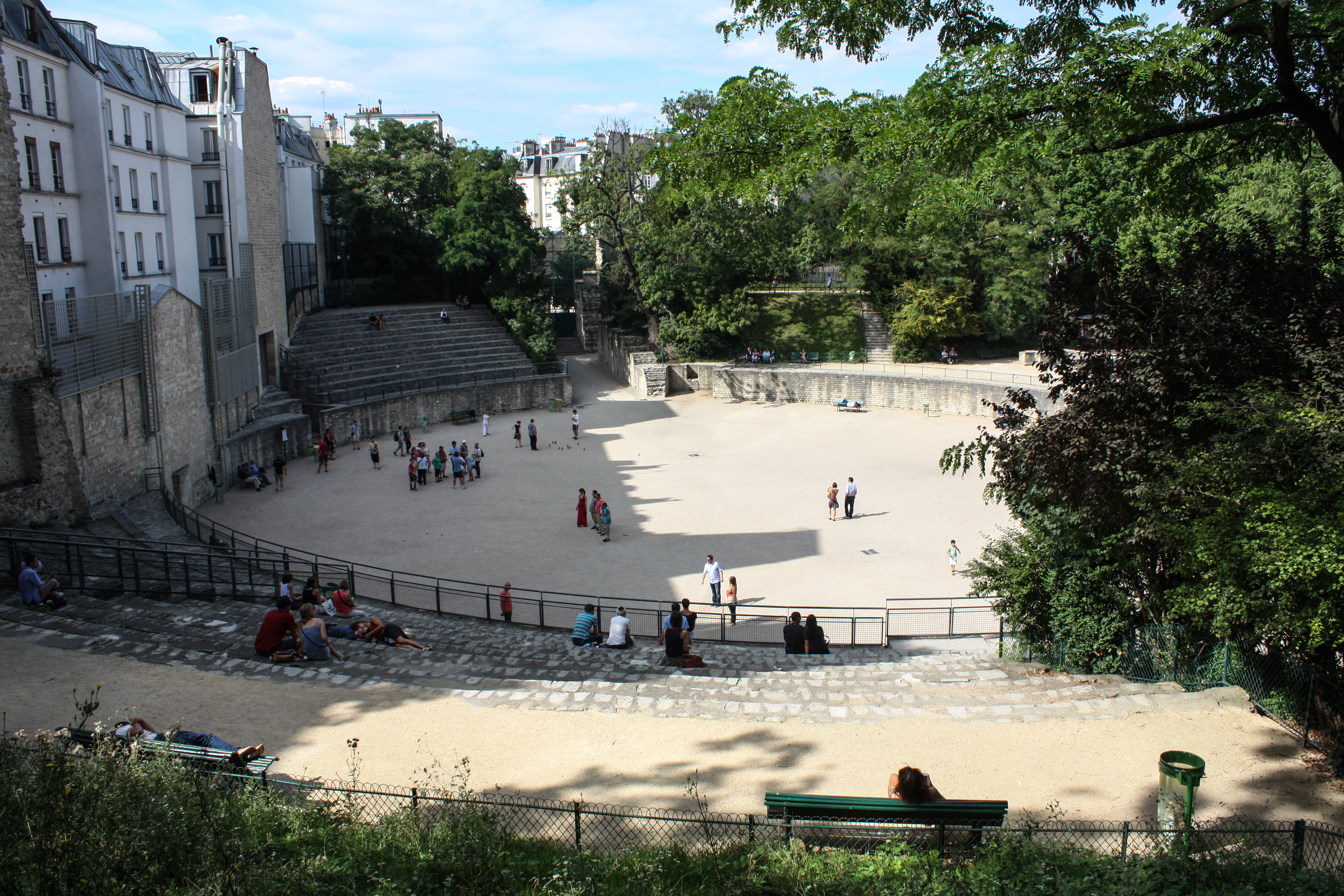
Les arènes de Lutèce.

- L'église Saint-Nicolas-du-Chardonnet
- Le collège des Bernardins
- Le musée de la Sculpture en plein air
- Ancien campus de l'École Polytechnique, aujourd'hui Ministère de l'Enseignement supérieur et de la Recherche